# Pacific Coast Championships 1987
Il Pacific Coast Championships 1987 è stato un torneo di tennis giocato sul sintetico indoor. È stata la 98ª edizione del Pacific Coast Championships, che fa parte del Nabisco Grand Prix 1987. Si è giocato a San Francisco negli Stati Uniti, dal 28 settembre al 4 ottobre 1987.

## Campioni

### Singolare
Peter Lundgren ha battuto in finale  Jim Pugh con il punteggio di 6–1, 7–5

### Doppio
Jim Grabb /  Patrick McEnroe hanno battuto in finale  Glenn Layendecker /  Todd Witsken con il punteggio di 6–2, 0–6, 6–4